# Consejo Udmurto
El Consejo Udmurto (Udmurt Kenesh), es una organización nacionalista creada en la República de Udmurtia para defender los derechos de los udmurtos (también conocidos como votiaks) pueblo ugrofinés que vive en el valle del Kama, afluente del Volga, en una región de los Urales, en Rusia, en la frontera con Tatarstán y Bashkortostán.

## Geografía
Udmurtia, cuya capital es Izhevsk, tiene 42.000 km² y 1.600.000 habitantes. Sin embargo, de la población total de  747.000 udmurtios, solo el 66,5% vive en Udmurtia. La mayoría de la población es rusa (60%), seguida de los udmurtos (29,3%) y de los tártaros (7%). Las lenguas que se hablan en Udmurtia son el idioma ruso y el udmurto. La religión principal es la ortodoxa rusa, seguida del chamanismo.

## Historia
El Udmurt Kenesh se creó el 25 de noviembre de 1991, durante el Congreso Udmurto de otoño de ese año en Izhkar (nombre ruso de Izhevsk), con el fin de defender la lengua y las tradiciones udmurtas. Cuando, en septiembre de 1990, Rusia proclamó la soberanía de la república, garantizó la igualdad de las lenguas udmurta y rusa, pero dado que la escolarización en udmurto no existía, los hablantes de esta lengua disminuyeron rápidamente. 
El primer Congreso Udmurtio se celebró en noviembre de 1991 y eligió a Mikhail Shishkin como presidente. A pesar de la debilidad de las creencias animistas entre los udmurtios, el congreso se abrió con un encantamiento animista. Rechazada por el Soviet Supremo la propuesta de que los udmurtios estudiaran en su lengua, se creó el Consejo Udmurto (Udmurt Kenesh) permanente, formado por 93 miembros, como representante de su pueblo en la Organización de Naciones y Pueblos No Representados.
Shishkin fue sustituido en 1992 como presidente del Consejo por Roza Iashina, después de su pasividad durante el Congreso de Pueblos Ugrofineses. 
A pesar de los esfuerzos del Udmurt Kenesh para que los niños sean enseñados en su propia lengua, su falta de uso sigue en la actualidad poniendo en peligro su continuidad.